# Valje
Valje er en landsby beliggende i Bromölla Kommune i Skåne län i Sverige. En mindre del af byområdet er beliggende i Sölvesborgs kommun i Blekinge län. Den har et areal på 2 km2
og et befolkningstal på 1.073 (2023) indbyggere.